# Gunnar Lauring
Gunnar Lauring f. Lauring Andersen (31. oktober 1905 på Frederiksberg − 21. februar 1968 sammesteds) var en dansk skuespiller.
Gunnar Laurings familie stammer fra Horsens, men han og hans bror (Palle Lauring, den senere kendte forfatter og historiker) voksede op i København. Gunnar Lauring havde altid ønsket sig at blive skuespiller, så han begyndte at læse hos Henrik Malberg. Han startede på Det Kongelige Teaters elevskole, hvor han blev uddannet 1926. Året forinden debuterede han som Max i Erik XIV (Strindberg).
De første år af karrieren må nok mest karakteriseres som mindre vellykkede. Han var godt nok fastansat på Det kongelige Teater, men fik ikke mange roller. I 1929 droppede han teatret og drog til Svend Methling på Komediehuset. Dér havde han heller ikke meget at lave. Han var engageret til forskellige privatteatre i København, men først på Odense Teater fik han endelig de roller, han havde sukket efter.
I årene 1944-1955 var han skuespiller ved Det Ny Teater og 1955-1957 samt igen fra 1959 til sin død ved Det kongelige Teater. Her huskes han bl.a. for sin udførelse af Etatsraad Herming i Indenfor Murene (Henri Nathansen).
Ved siden af teatret fik han tid til at indspille en lang række film.
I radioteatret opnåede han at spille 210 roller. Han var gift med skuespillerinden Henny Krause med hvem han fik sønnen Bertel Lauring, der også blev skuespiller og bl.a. medvirkede i mindre filmroller i en række folkekomedier. Senere blev han gift med Jessie Rindom.
Gunnar Lauring er begravet i fællesgraven Birkelunden på Søndermark Kirkegård.

## Filmografi
Blandt de film Gunnar Lauring medvirkede i kan nævnes:
- De bør forelske Dem – 1935
- Week-End – 1935
- Panserbasse – 1936
- Blaavand melder storm – 1938
- De tre, måske fire – 1939
- En ganske almindelig pige – 1940
- Barnet – 1940
- En pige med pep – 1940
- Tak fordi du kom, Nick – 1941
- Niels Pind og hans dreng – 1941
- Tag det som en mand – 1941
- En forbryder – 1941
- Et skud før midnat – 1942
- Tante Cramers testamente – 1942
- Baby på eventyr – 1942
- Ballade i Nyhavn – 1942
- Som du vil ha' mig – 1943
- Mine kære koner – 1943
- Otte akkorder – 1944
- Det kære København – 1944
- Mens sagføreren sover – 1945
- Far betaler – 1946
- Billet mrk. – 1946
- Brevet fra afdøde – 1946
- My name is Petersen – 1947
- Soldaten og Jenny – 1947
- Hatten er sat – 1947
- Mens porten var lukket – 1948
- Det hændte i København – 1949
- For frihed og ret – 1949
- Din fortid er glemt – 1950
- Min kone er uskyldig – 1950
- Fireogtyve timer – 1951
- Hold fingrene fra mor – 1951
- Nålen – 1951
- Vores fjerde far – 1951
- To minutter for sent – 1952
- Vi arme syndere – 1952
- Rekrut 67 Petersen – 1952
- Vi som går køkkenvejen – 1953
- Min søn Peter – 1953
- Sønnen – 1953
- Adam og Eva – 1953
- Arvingen – 1954
- Et eventyr om tre – 1954
- På tro og love – 1955
- Kispus – 1956
- Vi som går stjernevejen – 1956
- Qivitoq – 1956
- Taxa K-1640 Efterlyses – 1956
- Lån mig din kone – 1957
- Tre piger fra Jylland – 1957
- Krudt og klunker – 1958
- Mor skal giftes – 1958
- Verdens rigeste pige – 1958
- Kærlighedens melodi – 1959
- Flemming og Kvik – 1960
- Tro, håb og trolddom – 1960
- Flemming på kostskole – 1961
- Harry og kammertjeneren – 1961
- Min kone fra Paris – 1961
- Eventyr på Mallorca – 1961
- Den rige enke – 1962
- Den kære familie – 1962
- Støvsugerbanden – 1963
- Dronningens vagtmester – 1963
- Sikke'n familie – 1963
- Døden kommer til middag – 1964
- Mord for åbent tæppe – 1964
- Halløj i himmelsengen – 1965
- Der var engang – 1966
- Søskende – 1966
- Nu stiger den – 1966
- Gys og gæve tanter – 1966
- Ih, du forbarmende – 1967
- Mig og min lillebror – 1967
- Historien om Barbara – 1967
- Dage i min fars hus - 1968